# Céfalo

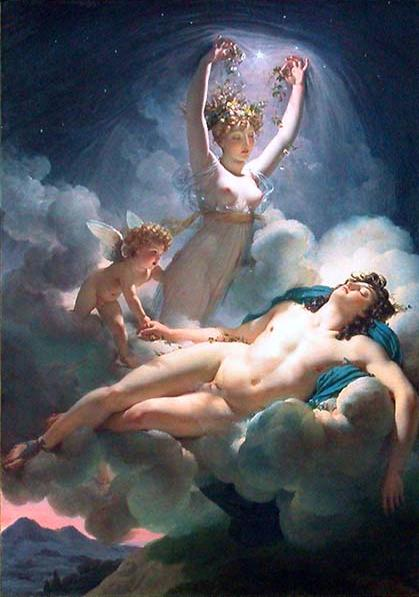
Céfalo y Eos por Pierre-Narcisse Guérin.

En la mitología griega, el eolio Céfalo (griego: Κέφαλος, latín: Cephălus) era hijo de Deyoneo, rey de la Fócide, y Diomede. Céfalo se casó con Procris, una hija de Erecteo, y ambos se habían jurado eterna fidelidad. Se lo describe como residente en Tórico, Áticay también como uno de los reyes de los atenienses.
Eos, la diosa de la aurora, estaba condenada a enamorarse consecutivamente de mortales, por decisión de Afrodita, que no le perdonaba haberla encontrado en el lecho con su amante Ares. Tras el desafortunado fin que tuvo su primer amado mortal, Orión, Eos se encaprichó de Céfalo. Lo secuestró e intentó hacerlo su amante, pero Céfalo la rechazó recordando los votos de fidelidad de su esposa. Entonces Eos trató de convencerlo de que Procris faltaría a su promesa a cambio de riquezas. Para dejar que se convenciese por sí mismo, Eos dio a Céfalo la forma de un forastero, y bajo esta apariencia lo dejó marchar para que probase la castidad de su mujer. Fingiendo ser otro, Céfalo intentó sobornar a su amada con regalos y Procris accedió a acostarse con él. En una versión alternativa, Procris se acostó efectivamente con un tal Pteleón a cambio de una corona de oro y Céfalo descubrió esta infidelidad.
Céfalo tuvo un hijo con Eos llamado Faetonte (que según otros autores era hijo de un personaje llamado también Céfalo pero de identidad distinta), que posteriormente fue robado por Afrodita para que cuidara de sus templos. Al menos en esta versión ya se confunde a este Céfalo con otro Céfalo, hijo de Hermes y Herse.
Mientras tanto, Procris, avergonzada, huyó hasta Creta, donde el rey Minos la sobornó para que fuera su amante regalándole a Lélape, un perro infalible en la caza, y una jabalina que nunca erraba en el blanco, ambos regalos de Artemisa. Pero temiendo la ira de la esposa de Minos, famosa hechicera, se disfrazó de muchacho y regresó a su tierra natal, confortándose con la práctica de la caza, de la que era gran aficionada. 
El destino quiso que precisamente en una cacería se volviera a encontrar con Céfalo, que no la reconoció. Este envidiaba el sabueso y la lanza de Procris, y le propuso que se los vendiera. Pero la joven, que ya se había dado cuenta de que Céfalo era su gran amor, le contestó que solo se los daría si la hacía su amante. Céfalo accedió, y en su primera cita Procris le reveló, llorando y arrepentida, su verdadera identidad. Así, ambos esposos se reconciliaron, y tuvieron un hijo llamado Arcisio, que sucedería a su padre como gobernante de su reino. Este Arcisio fue el abuelo de Odiseo, hijo de Laertes. Otros dicen que Céfalo engendró a un tal Cilio o Celeo, y que éste a su vez fue padre de Arcisio.

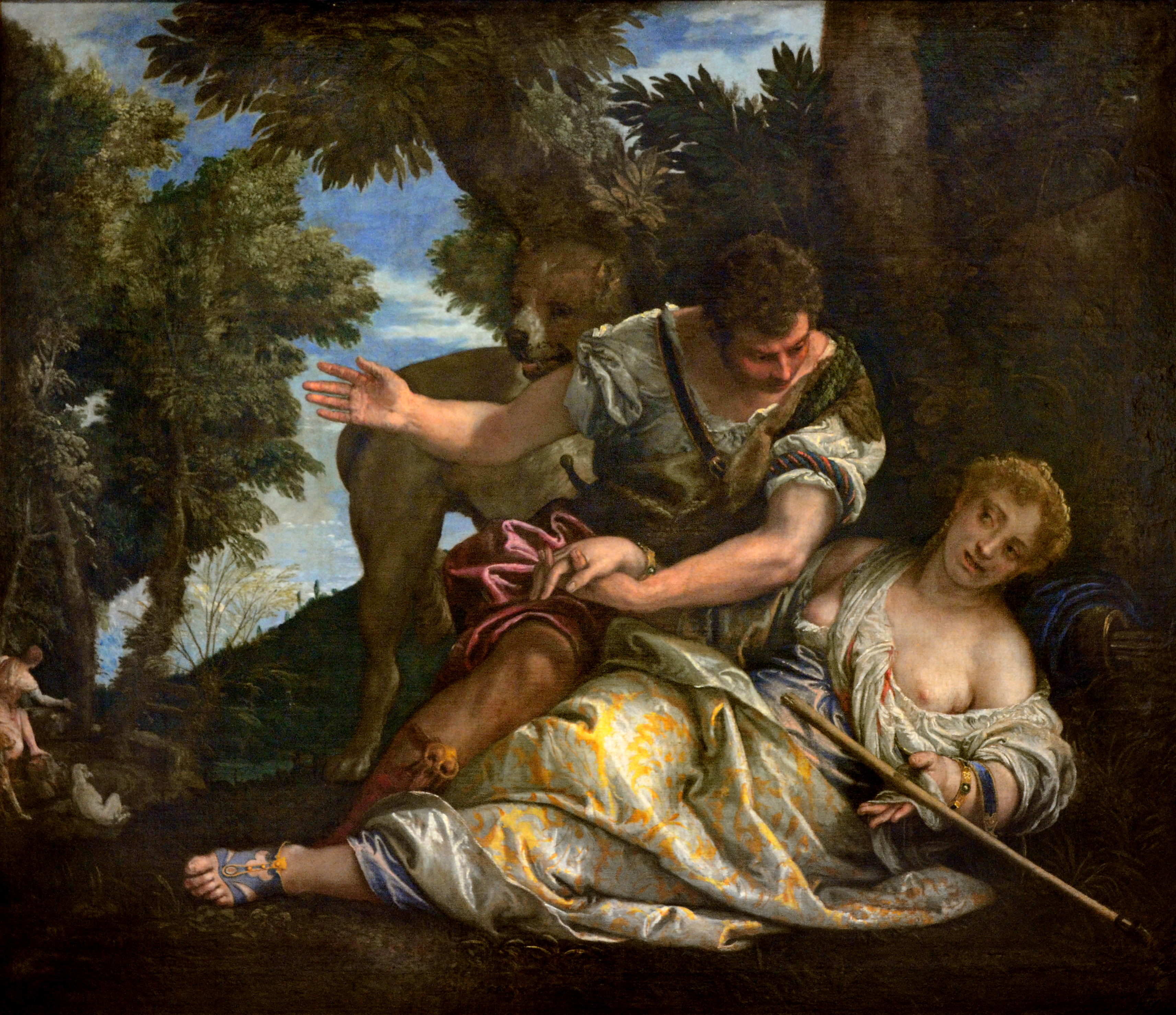
Céfalo y Procris, Paolo Veronese, c. 1580.

Pero la despechada Eos no perdonaría ser abandonada por Céfalo y lo maldijo amargamente, poco antes de que comenzase a buscar un nuevo amor. Esta maldición se materializó a través de Artemisa, a la que no le había gustado nada que sus preciados regalos (el perro y la jabalina) fueran objeto de un tráfico tan inmoral. Hizo que Procris sintiera todavía celos de la Aurora (Eos) y sospechara que su marido abandonase el lecho siempre antes de que saliese el sol. 
Céfalo estaba un día sentado junto a un árbol, acalorado tras una cacería, cantando un pequeño himno al viento (Aura). Un paseante casual lo oyó y pensó que estaba cortejando a una amante. Procris lo supo y al día siguiente fue en su busca. Como estaba sentado cantando el mismo himno, pensó que le cantaba a su antigua amante Aurora (Eos) y se movió. Céfalo, oyendo la agitación en la maleza y creyendo que el ruido era de un animal, lanzó la infalible jabalina en la dirección del sonido y atravesó a Procris. Mientras moría en sus brazos, le dijo que «por nuestros votos nupciales, por favor no te cases nunca con Aurora». Céfalo quedó afligido por la muerte de su amada Procris, y aceptó el destierro a Tebas que le impuso el Areópago.
Allí ayudó a Anfitrión de Micenas en una guerra en Tafos contra los teléboas y fue recompensado con la isla de Samos, que desde entonces fue conocida como Cefalonia. También cedió al supuesto padre de Heracles el sabueso infalible para que pudieran dar muerte a la zorra teumesia, que estaba causando estragos en la zona. Esta bestia no podía ser atrapada por designio de los dioses, y cuando Anfitrión le lanzó a Lélape (que tenía que apresar todo lo que se propusiera), se planteó un dilema en el Olimpo. Finalmente Zeus resolvió la situación convirtiendo a ambos animales en rocas.

### Descendencia
Céfalo se volvió a casar. Pausanias nos dice que «en los Nostos se cuenta que Clímene fue la esposa de Céfalo, hijo de Deyón, y que tuvieron un hijo, Ificlo» e incluso añade que Clímene fue la segunda esposa de Céfalo, tras Procris. El mismo autor nos dice que Céfalo y Alcímede fueron los padres de Esón, el padre de Jasón.Sin embargo, nunca se perdonó por la muerte de Procris y, creyéndose perseguido por el espíritu de ella, terminó suicidándose saltando al mar desde un acantilado de la isla de Léucade. Otros dos hijos de Céfalo, sin nombrar a la consorte, fueron Oya (esposa de Cárope y epónima de un demo)y Canes (rey de Fócide y estaba desposado con Evadne, la hija de Pelias). También se dice que «Deyoneo engendró a Céfalo; Céfalo a Arcesio; Arcesio a Laertes».